# 微細構造定数
微細構造定数（びさいこうぞうていすう、英: fine-structure constant）は、電磁相互作用の強さを表す物理定数であり、結合定数と呼ばれる定数の一つである。電磁相互作用は4つある素粒子の基本相互作用のうちの1つであり、量子電磁力学をはじめとする素粒子物理学において重要な定数である。1916年にアルノルト・ゾンマーフェルトにより導入された。記号は α で表される。
歴史的な経緯から、複数の電磁気量の単位系とそれらが基づく量体系があるが、微細構造定数は無次元量で、単位はなく、量体系に依らず値は変わらない。微細構造定数の値は
{\displaystyle \alpha =7.297~352~5643(11)\times 10^{-3}}
である（2022CODATA推奨値）。微細構造定数の逆数（測定値）もよく目にする量で、その値は
{\displaystyle \alpha ^{-1}=137.035~999~177(21)}
である。この値は137に近い値となっている。

## 他の物理定数との関係
微細構造定数は
{\displaystyle \alpha ={\frac {Z_{0}e^{2}}{2h}}}
と表される。ここで、h はプランク定数、e は電気素量、Z0 は自由空間における電磁波の特性インピーダンスである。電磁相互作用の大きさを表す結合定数である電気素量を、量子論を特徴付ける普遍定数であるプランク定数で関係付けている量といえる。
特性インピーダンスは複数ある電磁気量の体系のうち、どの量体系に基づいているかを決める定数である。
国際量体系 (ISQ) においては、電気定数 ε0、磁気定数 μ0、および光速度 c により Z0 = 1/ε0c = μ0c で表されるので、微細構造定数は
{\displaystyle \alpha ={\frac {e^{2}}{4\pi \epsilon _{0}\hbar c}}={\frac {\mu _{0}e^{2}c}{4\pi \hbar }}}
となる。
素粒子物理学ではしばしば c = ħ = Z0 = 1 に固定する自然単位系が用いられるので
{\displaystyle \alpha ={\frac {e^{2}}{4\pi }}}
となる。
ガウス単位系は Z0 = 4π/c とする量体系に基づいているので
{\displaystyle \alpha ={\frac {e^{2}}{\hbar c}}}
である。
原子単位系では e = ħ = 1 に固定するので
{\displaystyle \alpha ={\frac {1}{c}}}
となる。

### 物理定数の比
微細構造定数は同じ次元を持つ物理定数の間の比例係数となる。

#### 長さ
電子のコンプトン波長 λe に対して、ボーア半径 a0 は
{\displaystyle a_{0}=\alpha ^{-1}{\frac {\lambda _{\text{e}}}{2\pi }}}
であり、古典電子半径 re は
{\displaystyle r_{\text{e}}=\alpha \,{\frac {\lambda _{\text{e}}}{2\pi }}}
である。
また、リュードベリ定数 R∞ の逆数は
{\displaystyle {\frac {1}{R_{\infty }}}=2\alpha ^{-2}\lambda _{\text{e}}}
となる。

#### エネルギー
電子の静止エネルギー mec2 に対して、ハートリーエネルギー Eh は
{\displaystyle E_{\text{h}}=\alpha ^{2}m_{\text{e}}c^{2}}
である。

## 歴史
微細構造定数は1916年にゾンマーフェルトにより導入された。水素原子のスペクトル線の僅かな分裂（微細構造）を説明するためにボーアの原子模型を楕円軌道を許すように拡張（ゾンマーフェルトの量子化条件）して、さらに相対論の効果を含めた模型を考えた。
微細構造定数はボーア模型において基底状態にある電子の速度の光速度に対する比に等しく、ゾンマーフェルトの解析の中で自然に現れ、水素原子のスペクトル線の分裂の大きさを決めている。
原子構造を説明する理論において導入された定数であったが、現在では原子構造から離れてより一般に素粒子の電磁相互作用の強さを表す結合定数と見なされている。

## 測定
微細構造定数の主な測定手法としてはミュー粒子や電子の異常磁気モーメントの測定による方法や、セシウムやルビジウムの原子反跳の測定による方法がある。

### 異常磁気モーメント
2021年現在における最も精度の高い測定値の1つは、電子の異常磁気モーメント ae の測定に基づくものである。2008年のハーバード大学の研究グループによる電子の異常磁気モーメントの測定値として
{\displaystyle a_{\text{e}}=1.159~652~180~73(28)\times 10^{-3}\quad [2.4\times 10^{-10}]}
が得られており、ここから微細構造定数の値として
{\displaystyle \alpha ^{-1}(a_{\text{e}})=137.035~999~150(33)\quad [2.4\times 10^{-10}]}
が得られている。なお、丸括弧内は標準不確かさ、角括弧内は相対標準不確かさを表す。
2023年にはハーバード大学・ノースウェスタン大学の研究グループよって
{\displaystyle a_{\text{e}}=1.159~652~180~59(13)\times 10^{-3}\quad [1.1\times 10^{-10}]}
という結果が得られており、ここから微細構造定数の値として
{\displaystyle \alpha ^{-1}(a_{\text{e}})=137.035~999~166(15)\quad [1.1\times 10^{-10}]}
が得られている。

### 原子反跳
光子を吸収した原子は原子反跳を起こす。原子 X の原子質量を ma(X) とすると、運動量 ħk の光子の吸収で反跳する反跳速度は vr = ħk/ma(X) となる。反跳速度の測定から原子質量 ma(X) を求めることができる。原子質量 ma(X) は微細構造定数と
{\displaystyle \alpha ^{2}={\frac {2hcR_{\infty }}{m_{\text{a}}(X)\,c^{2}}}{\frac {A_{\text{r}}(X)}{A_{\text{r}}({\text{e}})}}}
の関係式が成り立つ。ここで R∞ はリュードベリ定数、Ar(X), Ar(e) はそれぞれ原子 X と電子の相対原子質量である。リュードベリ定数については相対標準不確かさが 1.9×10−12 の精度で、電子の相対質量については 3×10−11 という高い精度で値が得られている。さらにいくつかの原子については相対原子質量の相対不確かさが 1×10−10 より高い精度で得られているため、原子質量 ma(X) の測定から微細構造定数を得ることができる。
なおSIが再定義される以前は、原子質量 ma ではなくプランク定数 h との比 h/ma の組み合わせとして測定値が得られていた。プランク定数がSIの定義定数として不確かさのない値をもつ以前は、プランク定数の相対不確かさが 1.2×10−8 であり（2016 CODATA）、比 h/ma の組み合わせの方がより高い精度で測定される。
例えば133Csの原子反跳測定では、2018年のカリフォルニア大学バークレー校の研究グループにより
{\displaystyle {\frac {h}{m_{\text{a}}({}^{133}{\text{Cs}})}}=3.002~369~4721(12)\times 10^{-9}\ {\text{m}}^{2}/{\text{s}}\quad [4.0\times 10^{-10}]}
という値が得られており、ここから微細構造定数の値が
{\displaystyle \alpha ^{-1}({}^{133}{\text{Cs}})=137.035~999~048(28)\quad [2.0\times 10^{-10}]}
と得られている。
また87Rbの原子反跳測定では、2011年のカストレル・ブロッセル研究所の研究グループによる
{\displaystyle {\frac {h}{m_{\text{a}}({}^{87}{\text{Rb}})}}=4.591~359~2729(57)\times 10^{-9}\ {\text{m}}^{2}/{\text{s}}\quad [1.2\times 10^{-9}]}
という結果が得られており、ここから微細構造定数の値が
{\displaystyle \alpha ^{-1}({}^{87}{\text{Rb}})=137.035~998~998(85)\quad [6.2\times 10^{-10}]}
と得られている。
2020年には
{\displaystyle {\frac {h}{m_{\text{a}}({}^{87}{\text{Rb}})}}=4.591~359~258~90(65)\times 10^{-9}\ {\text{m}}^{2}/{\text{s}}}
という結果が得られており、この結果から微細構造定数の値は
{\displaystyle \alpha ^{-1}({}^{87}{\text{Rb}})=137.035~999~206(11)\quad [8.1\times 10^{-11}]}
と計算されている。

### SIの再定義の影響
国際単位系（SI）が再定義され、プランク定数と電気素量のSI単位による値が定義値となった。
SIが再定義される以前の微細構造定数の測定として、電気測定によりこれら定数の値を得る方法があった。

## 多元宇宙論との関係
21世紀初頭、スティーブン・ホーキングの著書「ホーキング、宇宙を語る」での言及を含み、複数の物理学者が多元宇宙論の考え方を探求し始め、微細構造定数は微調整された宇宙を示唆するいくつかの宇宙定数の1つであった。

## R.P. ファインマンの言葉

電子と光子が相互作用する過程を表すファインマン・ダイアグラムの例。実線は電子の伝播関数、波線は光子の伝播関数であり、それらを結ぶ頂点に √α が現れる。

量子電磁力学 (QED) において、微細構造定数は電子と光子の相互作用の結合定数に関係している。QEDでは ħ = c = ε0 = 1とする自然単位系がとられるため、微細構造定数は α = e2/4π となり、e = √4πα の関係が成り立つ。QEDの発展に貢献した物理学者R.P. ファインマンはその著書の中で次のように述べている。

### 論文
- A. Sommerfeld (1916). “Zur Quantentheorie der Spektrallinien”. Annalen der Physik 356 (17):  1-94. doi:10.1002/andp.19163561702.
- Jeffery, Anne-Marrie.; Elmquist, R.E.; Lee, Lai H.; Shields, John Q.; Dziuba, R.F. (1997). “NIST comparison of the quantized Hall resistance and the realization of the SI OHM through the calculable capacitor”. IEEE Trans. Instrum. Meas. 46 (2):  264–268. doi:10.1109/19.571828. ISSN 00189456.
- Kinoshita, Toichiro (1996). “The fine structure constant”. Rep. Prog. Phys. 59 (11):  1459–1492. doi:10.1088/0034-4885/59/11/003. ISSN 0034-4885. LCCN 35-16768. OCLC 1607643.
- Klitzing, K.v.; Dorda, G.; Pepper, M. (1980). “New Method for High-Accuracy Determination of the Fine-Structure Constant Based on Quantized Hall Resistance”. Phys. Rev. Lett. 45 (6):  494–497. doi:10.1103/PhysRevLett.45.494. ISSN 0031-9007. OCLC 231018573.

CODATAの詳説
- P. J. Mohr, B. N. Taylor and D. B. Newell (2012). “CODATA recommended values of the fundamental physical constants: 2010”. Rev. Mod. Phys. 84 (4):  1527-1605. doi:10.1103/RevModPhys.84.1527.
- P.J. Mohr, D.B. Newell and B.N. Taylor (2016). “CODATA recommended values of the fundamental physical constants: 2014”. Rev.Mod.Phys. 88 (3). doi:10.1103/RevModPhys.88.035009.
- E. Tiesinga, P.J. Mohr, D.B. Newell and B.N. Taylor (2021). “CODATA recommended values of the fundamental physical constants: 2018”. Rev.Mod.Phys. 93 (2). doi:10.1103/RevModPhys.93.025010.

異常磁気モーメントの測定
- D. Hanneke, S. Fogwell, and G. Gabrielse (2008). “New Measurement of the Electron Magnetic Moment and the Fine Structure Constant”. Phys. Rev. Lett. 100 (12). doi:10.1103/PhysRevLett.100.120801.

原子反跳による測定
- A. Wicht, J. M. Hensley, E. Sarajlic, and S. Chu (2002). “A Preliminary Measurement of the Fine Structure Constant Based on Atom Interferometry”. Physica Scripta (T102):  82. doi:10.1238/Physica.Topical.102a00082.
- R. Bouchendira, P. Cladé, S. Guellati-Khélifa, F. Nez, and F.Biraben (2011). “New Determination of the Fine Structure Constant and Test of the Quantum Electrodynamics”. Phys. Rev. Lett. 106 (8). doi:10.1103/PhysRevLett.106.080801.
- R.H. Parker, C. Yu, W. Zhong, B. Estey, and H. Müller (2018). “Measurement of the fine-structure constant as a test of the Standard Model”. Science 360 (6385):  191-195. doi:10.1126/science.aap7706.

### 書籍
- Feynman, Richard (January 1, 1986). QED: The strange theory of light and matter. Alix G. Mautner memorial lectures. Princeton, N.J.: Princeton University Press. ASIN 0691083886. ISBN 0-691-08388-6. NCID BA00205969. OCLC 12053221. ASIN B00BR40XJ6 (Kindle)
- Peskin, M.E.; Schroeder, D.V. (October 2, 1995). An Introduction to Quantum Field Theory. Frontiers in Physics (1st ed.). Boulder, Colo.: Westview Press. ASIN 0201503972. ISBN 978-0-201-50397-5. NCID BA70256771. OCLC 52734559. ASIN B0052TUEM8 (Kindle)
- Cottingham, W.N.、Greenwood, D.A. 著、樺沢宇紀 訳『素粒子標準模型入門』丸善出版〈World Physics Selection: Monograph〉、2012年1月20日。ASIN 462106195X。ISBN 978-4-621-06195-4。 NCID BB09818760。OCLC 798614123。
- Nair, V.P. 著、阿部泰裕・磯暁 訳、シュプリンガー・ジャパン（編） 編『現代的な視点からの場の量子論 基礎編』丸善〈Springer university textbooks〉、2012年2月29日。ASIN 4621061720。ISBN 978-4-621-06172-5。 NCID BB0849187X。OCLC 785868528。